# Asian Le Mans Series 2022
Asian Le Mans Series 2022 är den tionde säsongen av den asiatiska långdistansserien för sportvagnar och GT-bilar, Asian Le Mans Series. Säsongen omfattade fyra deltävlingar som kördes under februari 2022.

## Tävlingskalender
| Datum            | Bana               | Segrare LMP2 – Team                | Segrare LMP2 Am – Team                       | Segrare LMP3 - Team                                | Segrare GT – Team                         |
| Datum            | Bana               | Segrare LMP2 – Förare              | Segrare LMP2 Am – Förare                     | Segrare LMP3 - Förare                              | Segrare GT – Förare                       |
| ---------------- | ------------------ | ---------------------------------- | -------------------------------------------- | -------------------------------------------------- | ----------------------------------------- |
| 12 februari 2022 | Dubai Autodrome    | Nielsen Racing                     | Graff Racing                                 | CD Sport                                           | Inception Racing with Optimum Motorsport  |
| 12 februari 2022 | Dubai Autodrome    | Matt Bell Ben Hanley Rodrigo Sales | David Droux Sébastien Page Eric Trouillet    | Nick Adcock Edouard Cauhaupé Michael Jensen        | Ben Barnicoat Brendan Iribe Ollie Millroy |
| 13 februari 2022 | Dubai Autodrome    | Nielsen Racing                     | High Class Racing                            | Nielsen Racing                                     | Rinaldi Racing                            |
| 13 februari 2022 | Dubai Autodrome    | Matt Bell Ben Hanley Rodrigo Sales | Dennis Andersen Anders Fjordbach Kevin Weeda | Colin Noble Anthony Wells                          | Rino Mastronardi David Perel Davide Rigon |
| 19 februari 2022 | Yas Marina Circuit | United Autosports                  | Graff Racing                                 | DKR Engineering                                    | Herberth Motorsport                       |
| 19 februari 2022 | Yas Marina Circuit | Josh Pierson Paul di Resta         | David Droux Sébastien Page Eric Trouillet    | Sebastián Álvarez Mathieu de Barbuat Laurents Hörr | Ralf Bohn Alfred Renauer Robert Renauer   |
| 20 februari 2022 | Yas Marina Circuit | United Autosports                  | Graff Racing                                 | G-Drive Racing                                     | Herberth Motorsport                       |
| 20 februari 2022 | Yas Marina Circuit | Josh Pierson Paul di Resta         | David Droux Sébastien Page Eric Trouillet    | Vyaceslav Gutak Xavier Lloveras Fabrice Rossello   | Ralf Bohn Alfred Renauer Robert Renauer   |

## Slutställning
| Klass   | Förare                                         | Team                                     |
| ------- | ---------------------------------------------- | ---------------------------------------- |
| LMP2    | Matt Bell Ben Hanley Rodrigo Sales             | Nielsen Racing                           |
| LMP2 Am | David Droux Sébastien Page Eric Trouillet      | Graff Racing                             |
| LMP3    | Christophe Cresp Antoine Doquin Steven Palette | CD Sport                                 |
| GT      | Ben Barnicoat Brendan Iribe Ollie Millroy      | Inception Racing with Optimum Motorsport |